# 목포BTS
목포BTS(木浦-)는 전라남도 목포시에 본사를 둔 목포시의 시내버스 운송 회사로 계열사로는 창원시의 시내버스 업체인 마창여객, 합천군의 농어촌버스 업체인 수려한합천버스, 김해시의 시내버스 업체인 신어BTS가 있다.

## 주요 연혁
- 2024년 12월: 회사 설립

## 운행 노선

### 순환버스
- ● 88번 : 삼학도 ~ 삼학도 (목포여객터미널 경유)
- ● 88-1번 : 삼학도 ~ 삼학도 (목포자연사박물관 경유)

### 지선버스
- ● 20번 : 삼학도 ~ 근화희망타운
- ● 20-1번 : 삼학도 ~ 유교리
- ● 108번 : 삼학도 ~ 일로읍사무소

### 좌석버스
- ● 200번 : 삼학도 ~ 무안교통 차고지
- ● 300번 : 삼학도 ~ 삼호읍 가내항사거리 (영암군)
- ● 500번 : 삼학도 ~ 학산면 독천터미널 (영암군)
- ● 800번 : 삼학도 ~ 일로읍사무소 (무안군) ~ 무안읍 용산마을 (무안군)

## 보유 차량

#### KGM커머셜
- KGM 스마트 110

#### 현대자동차
- 현대 그린시티
- 현대 뉴 슈퍼 에어로시티
- 현대 일렉시티

## 같이 보기
- 마창여객
- 신어BTS
- 수려한합천버스